# Saison 3 de Game Shakers
Chronologie
Saison 2
Cet article présente les épisodes de la troisième saison de la série télévisée américaine Game Shakers diffusée du 10 février 2018 au 8 juin 2019 sur Nickelodeon.
En France, la troisième saison est diffusée du 20 octobre 2018 au 25 mai 2019 sur Nickelodeon Teen.

## Distribution

### Acteurs principaux
- Cree Cicchino (VFB : Shérine Seyad) : Babe
- Madisyn Shipman (en) (VFB : Elisa Poisot) : Kenzie
- Benjamin Flores Jr. (VFB : Raphaëlle Bruneau) : Triple G
- Thomas Kuc (VFB : Thibaut Delmotte) : Hudson
- Kel Mitchell (VFB : Erwin Grünspan) : Double G

### Acteurs récurrents
- Sheldon Bailey (VFB : Nicolas Matthys) : Ruthless
- Bubba Ganter (VFB : Stany Mannaert) : Bunny
- Regi Davis (VFB : Tony Beck) : Mr. Sammich
- Rachna Khatau : Pam Chowdree

## Épisodes

### Épisode 1:Saint-Valentin de super-héros
- États-Unis : 10 février 2018 sur Nickelodeon
- France : 10 novembre 2018 sur Nickelodeon Teen

- États-Unis : 1,47 million de téléspectateurs[1] (première diffusion)

- Michael D. Cohen : Schwoz

Invité spécial : Jace Norman

### Épisode 2:Le Lumple
- États-Unis : 18 février 2018 sur Nickelodeon
- France : 20 octobre 2018 sur Nickelodeon Teen

- États-Unis : 801 000 téléspectateurs[2] (première diffusion)

- Shel Bailey : Ruthless
- Bubba Ganter : Bunny
- Tom Lommel : Daryl
- Lauren Plaxco : Claire Begonia
- Amol Shah : Lloyd
- Channah Zeitung : Sophie

### Épisode 3:La Fille du métro
- États-Unis : 25 février 2018 sur Nickelodeon
- France : 20 octobre 2018 sur Nickelodeon Teen

- États-Unis : 829 000 téléspectateurs[3] (première diffusion)

- Shel Bailey : Ruthless
- Bubba Ganter : Bunny
- Todd Bosley : Teague
- Theodore Barnes : Trey
- Laya Deleon Hayes : Aleesha

### Épisode 4:Snackpot
- États-Unis : 4 mars 2018 sur Nickelodeon
- France : 27 octobre 2018 sur Nickelodeon France

- États-Unis : 840 000 téléspectateurs[4] (première diffusion)

- Shel Bailey : Ruthless
- Bubba Ganter : Bunny
- Kylee Brown : Tosh
- Remi Deupree : Crystal

### Épisode 5:Babe et les garçons
- États-Unis : 11 mars 2018 sur Nickelodeon
- France : 27 octobre 2018 sur Nickelodeon Teen

- États-Unis : 836 000 téléspectateurs[5] (première diffusion)

- Shel Bailey : Ruthless
- Bubba Ganter : Bunny
- Joshua Bassett : Brock
- Josh Levi : Rick
- Kurt Tocci : Squats

### Épisode 6:Au secours de Trip
- États-Unis : 1er avril 2018 sur Nickelodeon
- France : 3 novembre 2018 sur Nickelodeon Teen

- États-Unis : 517 000 téléspectateurs[6] (première diffusion)

- Shel Bailey : Ruthless
- Bubba Ganter : Bunny
- Jennifer Marshall : Marlene
- Tom Plumley : Thatcher

### Épisode 7:Double-Moche
- États-Unis : 8 avril 2018 sur Nickelodeon
- France : 3 novembre 2018 sur Nickelodeon Teen

- États-Unis : 759 000 téléspectateurs[7] (première diffusion)

- Shel Bailey : Ruthless
- Bubba Ganter : Bunny

### Épisode 8:Snoop Thérapie
- États-Unis : 30 mars 2019 sur Nickelodeon
- France : 27 avril 2019 sur Nickelodeon Teen

- États-Unis : 730 000 téléspectateurs[8] (première diffusion)

- Shel Bailey : Ruthless
- Bubba Ganter : Bunny

Invité spécial : Snoop Dogg : lui-même

### Épisode 9:Banane Bouillante
- États-Unis : 6 avril 2019 sur Nickelodeon
- France : 20 avril 2019 sur Nickelodeon Teen

- États-Unis : 735 000 téléspectateurs[9] (première diffusion)

- Shel Bailey : Ruthless
- Bubba Ganter : Bunny
- Jack Fisher : Greg McConnor
- Josh Server : Mr McConnor
- Samuel Wyatt : Pyke

### Épisode 10:Flavor City
- États-Unis : 13 avril 2019 sur Nickelodeon
- France : 20 avril 2019 sur Nickelodeon Teen

- États-Unis : 892 000 téléspectateurs[10] (première diffusion)

- Shel Bailey : Ruthless
- Bubba Ganter : Bunny
- Katherine Von Till : Mme Karnidge

### Épisode 11:Le Parc aquatique: panique de la poule mouillée
- États-Unis : 20 avril 2019 sur Nickelodeon
- France : 27 avril 2019 sur Nickelodeon Teen

- États-Unis : 848 000 téléspectateurs[11] (première diffusion)

- Regi Davis : Mr Sammich
- Troy Doherty : Carl
- Andrea Hunt : Caitlin
- Kyan Samuels : Austin

### Épisode 12:Explose la maison de poupée!
- États-Unis : 27 avril 2019 sur Nickelodeon
- France : 4 mai 2019 sur Nickelodeon Teen

- États-Unis : 637 000 téléspectateurs[12] (première diffusion)

- Alexandre Chen : Bobby Dong
- Snoop Dogg : lui-même

Invité spécial : Aaron Guest : Jeremy

### Épisode 13:Hypnotisée
- États-Unis : 4 mai 2019 sur Nickelodeon
- France : 4 mai 2019 sur Nickelodeon Teen

- États-Unis : 716 000 téléspectateurs[13] (première diffusion)

- Shel Bailey : Ruthless
- Bubba Ganter : Bunny
- Kurt Long : Dr Cortex

### Épisode 14:La Télé qui valait deux millions
- États-Unis : 11 mai 2019 sur Nickelodeon
- France : 11 mai 2019 sur Nickelodeon Teen

- États-Unis : 684 000 téléspectateurs[14] (première diffusion)

- Shel Bailey : Ruthless
- Jonathan Bray : Paul Puntz

### Épisode 15:Bagarre d’insectes
- États-Unis : 25 mai 2019 sur Nickelodeon
- France : 11 mai 2019 sur Nickelodeon Teen

- États-Unis : 651 000 téléspectateurs[15] (première diffusion)

- Shel Bailey : Ruthless
- Bubba Ganter : Bunny
- Matt Cornett : Blake
- Ricky Garcia : Wokeen
- Sloane Morgan Siegel : Glenn

### Épisode 16:Voila Tonya!
- États-Unis : 25 mai 2019 sur Nickelodeon
- France : 18 mai 2019 sur Nickelodeon Teen

- États-Unis : 582 000 téléspectateurs[15] (première diffusion)

- Shel Bailey : Ruthless
- Bubba Ganter : Bunny
- Julia Lester : Tonya

### Épisode 17:Boys Band et Museau
- États-Unis : 1er juin 2019 sur Nickelodeon
- France : 18 mai 2019 sur Nickelodeon Teen

- États-Unis : 703 000 téléspectateurs[16] (première diffusion)

- Matt Cornett : Blake
- Jack Plotnick : Dr Smoontz

### Épisode 18:Il est de retour
- États-Unis : 8 juin 2019 sur Nickelodeon
- France : 25 mai 2019 sur Nickelodeon Teen

- Shel Bailey : Ruthless
- Bubba Ganter : Bunny
- Matt Cornett : Blake
- Tanner Buchanan : Mason

Invités spéciaux : Snoop Dogg : lui-même et Jace Norman : Henry